# Бромид кремния(II)
Бромид кремния(II) — бинарное неорганическое соединение
кремния и брома с формулой SiBr2,
вещество от жёлтого до коричневого цвета,
при получении полимеризуется до (SiBr2)n.

## Получение
- Пропускание тетрабромида кремния через раскалённый кремний:

{\displaystyle {\mathsf {SiBr_{4}+Si\ {\xrightarrow {1250-1350^{o}C}}\ 2SiBr_{2}}}}

## Физические свойства
Бромид кремния(II) образует полимер (SiBr2)n — хрупкое смолоподобное вещество от жёлтого до коричневого цвета.
Молекулярная масса 3000-3600.
При ≈60°С размягчается, при 100-110°С вытягивается в нити, при 160-180°С становится вязким, как смазочное масло.
Полимер разлагается при 300°С с образованием Si2Br6.
Растворяется в органических растворителях, например в бензоле, ксилоле, тетрахлорметане.
Слабо растворяется в эфире.
Гидролизуется в воде, в отсутствие влаги устойчиво на воздухе, температура воспламенения 120°С.